# Murarka ogrodowa
Murarka ogrodowa, murarka ruda (Osmia bicornis) – gatunek pszczoły samotnej z rodziny miesierkowatych (Megachilidae). Jest wykorzystywana gospodarczo do zapylania upraw.

## Występowanie
Zamieszkuje środkową i południową Europę. Badania genetyczne wskazują na małą zmienność pomiędzy populacjami w obrębie kontynentu. W Polsce jest gatunkiem pospolitym. Zasiedla ogrody, sady i łąki.

## Wygląd
U murarki ogrodowej występuje dymorfizm płciowy, wyrażający się w morfologii oraz wielkości ciała. Samica osiąga większe rozmiary (długość 10–12 mm) niż samiec (8–10 mm). Czułki samców są proporcjonalnie dłuższe niż czułki samic. Włoski na głowie samicy są czarne, a u samca jasnożółte. Wierzchołek odwłoka u obu płci jest porośnięty czarnymi włoskami. Żądło samic jest pozbawione zadziorów. Na nadustku samic znajdują się dwa guzki. Murarka ogrodowa jest brzuchozbieraczką, tzn. zbiera pyłek na szczoteczce na spodzie odwłoka (w przeciwieństwie np. do pszczoły miodnej, która jako nogozbieraczka gromadzi pyłek na tylnych odnóżach). Szczoteczkę tworzą dość długie i gęste włoski koloru rudoczerwonego.
Wielkość ciała murarki ogrodowej zależy od ilości pokarmu, który zje larwa.

## Rozród

### Cykl życiowy

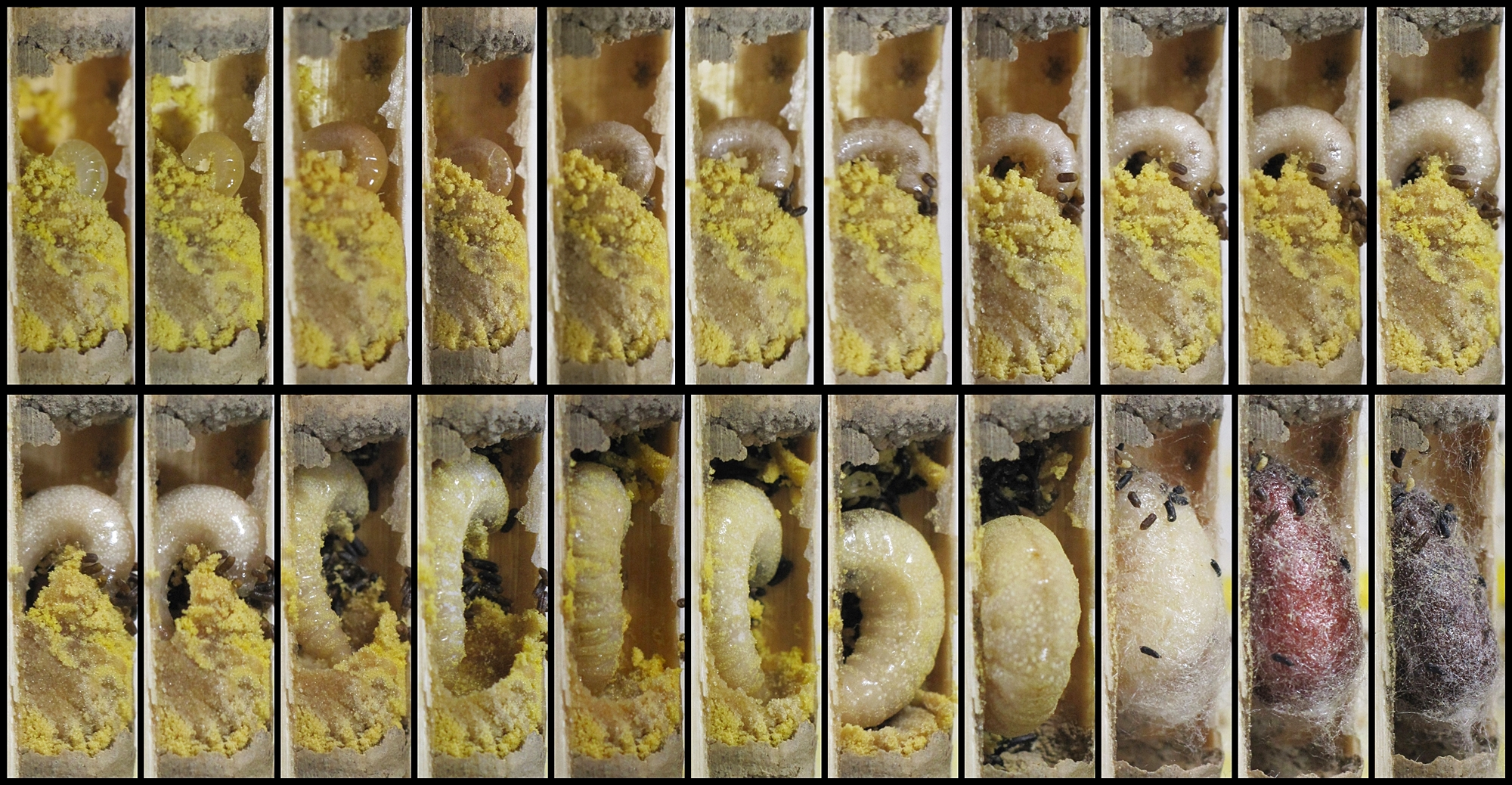
Cykl rozwojowy larwy

Dorosłe osobniki pojawiają się wczesną wiosną, w polskich warunkach około kwietnia. Gatunek protoandryczny, tzn. jako pierwsze z gniazd wychodzą samce. Około 1–2 tygodni później, gdy tylko samicom uda się wygryźć z kokonu, samce kopulują z nimi. W przeciwieństwie do pszczoły miodnej samce murarki ogrodowej mogą kopulować z kilkoma samicami, natomiast samice prawdopodobnie kopulują tylko raz. Samce czekają na dziewicze samice w pobliżu gniazd, z których samice się wygryzają, lub kwitnących kwiatów. Jeden samiec penetruje obszar o powierzchni od kilku do kilkudziesięciu m², w kolejnych dniach może zmieniać jego granice lub porzucić na rzecz zupełnie nowej lokalizacji. Samce nie wykazują agresji wobec siebie nawzajem, nie bronią kontrolowanych przez siebie obszarów przed innymi osobnikami, a w przypadku konkurencji o tę samą samicę próbują jedynie przepychać się przed rywalami na jej grzbiet. Kopulację poprzedza rytuał, w czasie którego samica podejmuje decyzję, czy zaakceptować danego partnera. Siedzący na grzbiecie samicy samiec wibruje mięśniami tułowia, pociera swoimi czułkami o czułki samicy, a przednimi nogami o jej oczy. Samica prawdopodobnie podejmuje decyzję na podstawie wielu czynników (zachowanie godowe samca, jego zapach, stopień pokrewieństwa i wielkość ciała). Gniazda zakładane są najczęściej w pustych łodygach roślin.

Cały rozwój larwalny zachodzi wewnątrz gniazda, w polskich warunkach klimatycznych zostaje ukończony około września. Zimuje imago zamknięte w kokonie. Diapauza zimowa jest obligatoryjna dla tego gatunku, w polskich warunkach klimatycznych trwa mniej więcej od września do marca. Pszczoły są w tym czasie odporne na niską temperaturę, są w stanie przeżyć nawet poniżej –20 °C, a zmierzony punkt zamarzania wynosił między −26 a −31 °C, zmieniając się w trakcie zimowania (najniższe wartości między grudniem a lutym). W trakcie zimowania rozwój jajników i oocytów u samic nie zostaje całkowicie zahamowany, jedynie przerwany lub mocno zwolniony w zimowych miesiącach (listopad–styczeń).

### Gniazdo

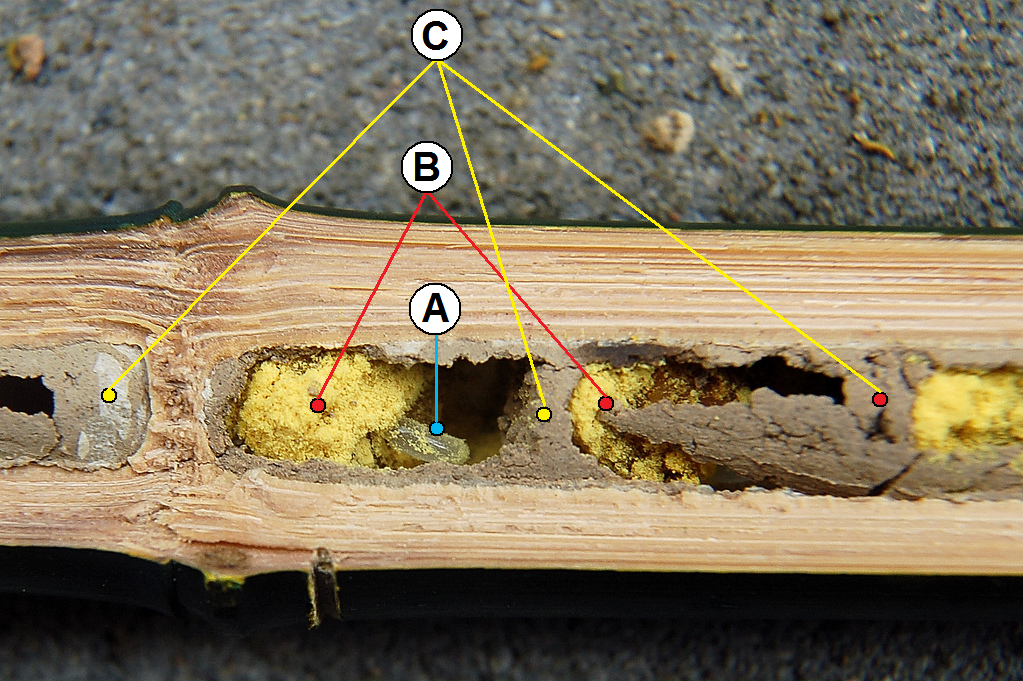
Gniazdo murarki ogrodowej w gałęzi; przekrój. A – jajo, B – pokarm dla larwy w postaci kuli uformowanej z pyłku i nektaru, C – ścianki oddzielające komórki gniazda

Murarka ogrodowa należy do pszczół nie budujących gniazd samodzielnie, ale zakładających je w istniejących szczelinach o podłużnym kształcie: pustych łodygach roślin, szczelinach pod korą drzew, korytarzach w drewnie pozostawionych przez larwy chrząszczy i tym podobnych miejscach. Optymalna średnica takiej szczeliny to ok. 7–8 mm. Gniazdo składa się z szeregu leżących jedna za drugą komórek, przedzielonych budowanymi przez samicę z błota poprzecznymi ściankami. Ścianki, podobnie jak u wielu innych gatunków błonkówek budujących gniazda o podobnej architekturze, są asymetryczne – strona ścianki skierowana do wewnątrz gniazda jest gładka i wklęsła, a strona skierowana na zewnątrz – chropowata i prosta lub wypukła. Wewnątrz komórki samica umieszcza pokarm dla larwy w postaci pyłku z domieszką nektaru, uformowanego w kulę, oraz składa jedno jajo. W gnieździe, zależnie od jego długości, może znajdować się kilka–kilkanaście komórek. Pierwsza komórka od wejścia do gniazda często jest pozostawiona pusta – jest to vestibulum, którego funkcja prawdopodobnie jest związana z ochroną przed zapasożyceniem gniazda, oraz buforowaniem zmian temperatur wewnątrz gniazda.
Oprócz opisanych powyżej regularnych, liniowych gniazd, czasem bywają budowane gniazda o nieregularnym kształcie, gdzie wszystkie ścianki (nie tylko poprzeczne) wymurowywane są przez samicę z błota.

## Pożywienie
Nektar i pyłek kwiatowy jest pokarmem zarówno larw, jak i dorosłych osobników. Murarka ogrodowa jest gatunkiem polilektycznym, czyli mogącym żerować na szerokim spektrum gatunków roślin, jednak badania wskazują, że może preferować pewien wąski zakres gatunków, nawet jeśli w środowisku dostępne są również inne.

## Pasożyty

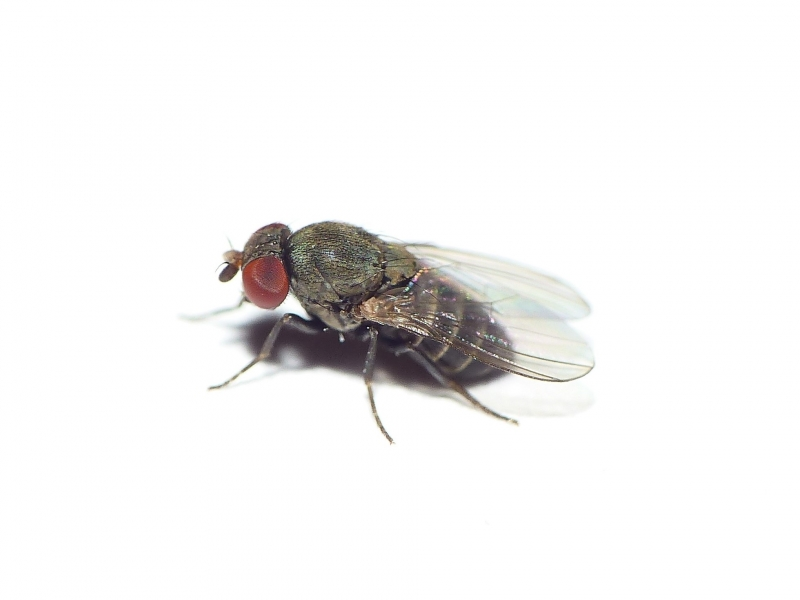
Kleptopasożyt murarki ogrodowej Cacoxenus indagator, osobnik dorosły

W gniazdach murarki spotkać można szereg gatunków pasożytów, które mogą żerować na pyłku zgromadzonym w gnieździe przez samicę (kleptopasożyty) bądź atakować samą rozwijającą się pszczołę (drapieżniki lub parazytoidy). Do kleptopasożytów należą m.in. Cacoxenus indagator (muchówka), Chaetodactylus osmiae (roztocz), złotolitka ognista (błonkówka). Do drapieżników zaliczany jest m.in. barciel pszczołowiec, którego larwy potrafią po zjedzeniu zawartości jednej komórki przegryźć się do kolejnych. Parazytoidy to m.in. Melittobia acasta i Monodontomerus obscurus (błonkówki). Samice tej drugiej prawdopodobnie odnajdują gniazda gospodarza na podstawie sygnałów zapachowych; u innego przedstawiciela rodzaju wykazano preferencje w stosunku do substancji zapachowych z kokonów i materiału gniazdowego gospodarza.
Ponieważ samica w czasie lotów po pokarm pozostawia wejście do gniazda otwarte, ryzyko dostania się do gniazda kleptopasożyta i złożenia przezeń jaja rośnie wraz z czasem, który samica murarki spędza poza gniazdem. Czas zaopatrywania jednej komórki gniazdowej zależy od ilości pokarmu, który ma zostać w niej zgromadzony, a także od wielkości i wieku samicy (mniejsze i starsze osobniki zbierają pokarm wolniej). Aby ograniczyć ryzyko zapasożycenia gniazda, samice mniejsze i starsze produkują proporcjonalnie więcej synów, którzy – jako mniejsza z płci – potrzebują mniej pokarmu do ukończenia rozwoju niż córki.

## Hodowla
Murarka ogrodowa jest często hodowanym gatunkiem pszczoły samotnej. Samice mają tendencję do zakładania własnych gniazd w pobliżu miejsca ich macierzystego gniazda, a także chętnie gniazdują w dużych zagęszczeniach, więc dostarczenie odpowiedniej ilości materiału gniazdowego i wystawienie w pobliżu kokonów z gotowymi do wygryzienia pszczołami pozwala na stworzenie kolonii gniazdowej.